# Les Morts-vivants
Pour les articles homonymes, voir White Zombie.
Pour plus de détails, voir Fiche technique et Distribution.
Les Morts-vivants (White Zombie) est un film d'horreur américain de Victor Halperin, sorti en 1932. C'est la première œuvre cinématographique mettant en scène des zombies.
Le film est produit de manière indépendante par les réalisateurs de films muets Edward et Victor Halperin, d'après un scénario de Garnett Weston. Victor Halperin dirige le film qui est distribué par United Artists.
Sherman S. Krellberg finance la majeure partie du film par le biais de sa société Amusement Securities. Quand les Halperin ne sont pas en mesure de rembourser le prêt en temps voulu, Krellberg se sert sur leurs droits et, après l'exploitation initiale de White Zombie, ressort le film avec d'autres distributeurs, notamment en 1972.

## Synopsis
Un jeune couple en Haïti, Neil Parker (John Harron) et Madeleine Short (Madge Bellamy), est invité par une connaissance, Charles Beaumont (Robert Frazer), à venir dans sa plantation pour leur mariage. Mais Beaumont est amoureux de Madeleine et espère pouvoir la persuader de l'épouser lui plutôt que Neil. Repoussé, il s'adresse à un maître vaudou blanc, Legendre (Béla Lugosi), pour qu'il fasse d'elle un zombie de manière temporaire. Il compte ainsi renvoyer Neil aux États-Unis pour qu'il y fasse son deuil, avant de la ramener à la vie pour réitérer sa demande. C'est sans compter sur Legendre qui a ses propres intentions concernant Beaumont et la jeune femme. Celle-ci est finalement sauvée de son état de zombie par son fidèle fiancé et un missionnaire, le docteur Bruner (Joseph Cawthorn).

## Fiche technique
- Titre original : White Zombie
- Titre français : Les Morts-vivants
- Réalisation : Victor Halperin
- Scénario : Garnett Weston
- Production : Edward Halperin
- Musique : Guy Bevier, Xavier Cugat, Gaston Borch, Nathaniel Dett, Nem Herkin, H. Maurice Jacquet, Leo Kempinski, Hugo Riesenfeld
- Photographie : Arthur Martinelli
- Montage : Harold McLernon
- Pays d'origine : États-Unis
- Langue : anglais
- Budget : 50 000 $ (estimation)
- Format : noir et blanc - 1,37:1 - Mono
- Genre : drame, horreur
- Durée : 67 minutes
- Société de distribution initiale en salles aux  États-Unis : United Artists
- Date de sortie : 4 août 1932

## Distribution
- Béla Lugosi : Legendre

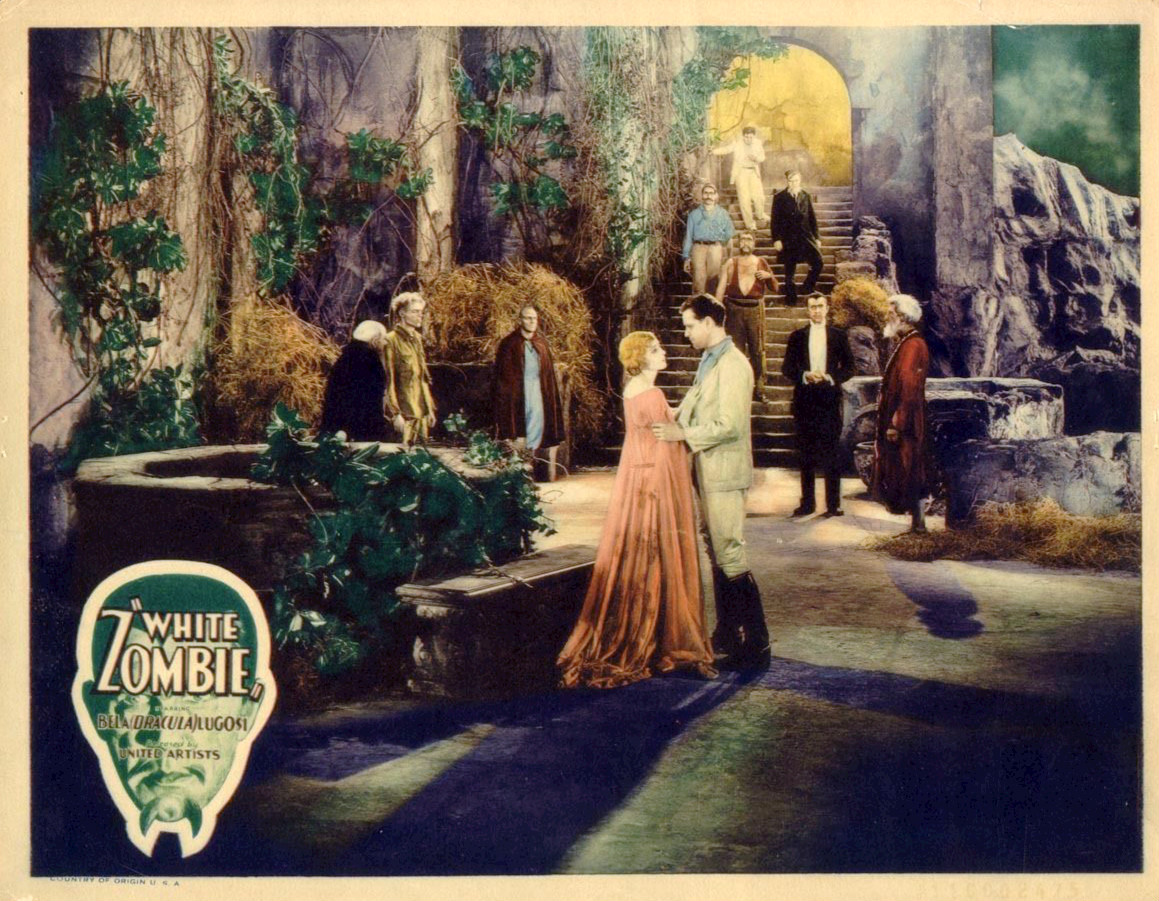
Une scène du film.

- Madge Bellamy : Madeleine Short Parker
- Joseph Cawthorn : Dr Bruner, missionnaire
- Robert Frazer : Charles Beaumont
- John Harron : Neil Parker